# Малі Вікнини
Малі́ Вікни́ни — село в Україні,у Вишнівецькій селищній громаді Кременецького району Тернопільської області. Розташоване на річці Самець, в центрі району.
Населення — 487 осіб (2001).

## Історія
Діяли «Просвіта», «Сільський господар» та інші товариства.
1 жовтня 1933 року утворено ґміну Катербурґ Кременецького повіту і село включено до неї.
12 червня 2020 року, відповідно до Розпорядження Кабінету Міністрів України від  № 724-р «Про визначення адміністративних центрів та затвердження територій територіальних громад Тернопільської області», село увійшло до складу Вишнівецької селищної громади.
19 липня 2020 року, в результаті адміністративно-територіальної реформи та ліквідації Збаразького району, село увійшло до складу новоутвореного Кременецького району.

## Пам'ятки
Встановлено пам'ятний хрест на місці каплиці, яку перевезено із села Великі Вікнини.
На місці де була церква виявлено цвинтар невідомо якого століття.

## Соціальна сфера
Працюють загальноосвітня школа І-го ступеня, будинок культури, бібліотека, ФАП, торговельні заклади.

## Галерея

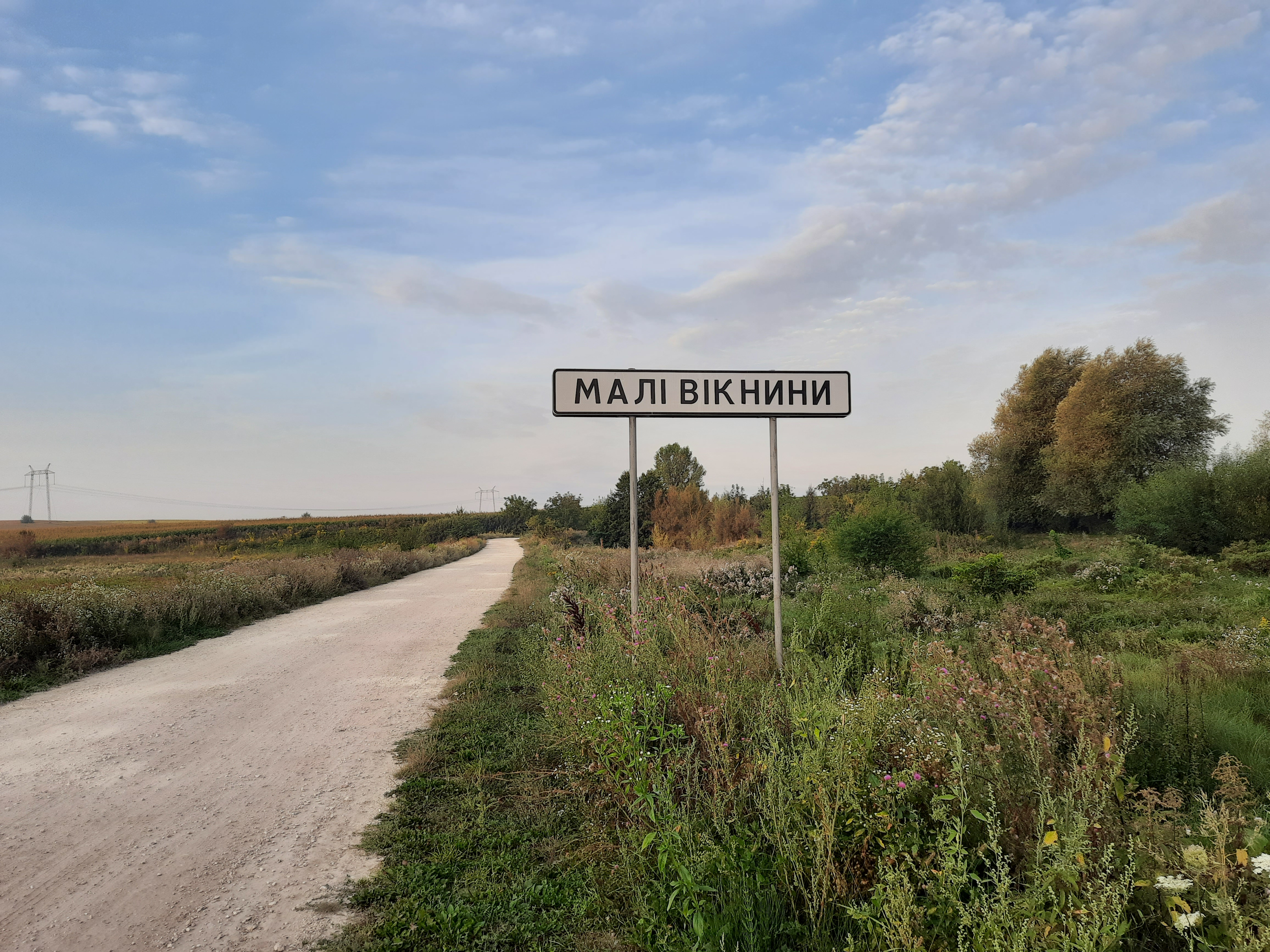
Дорожній знак при в'їзді в село
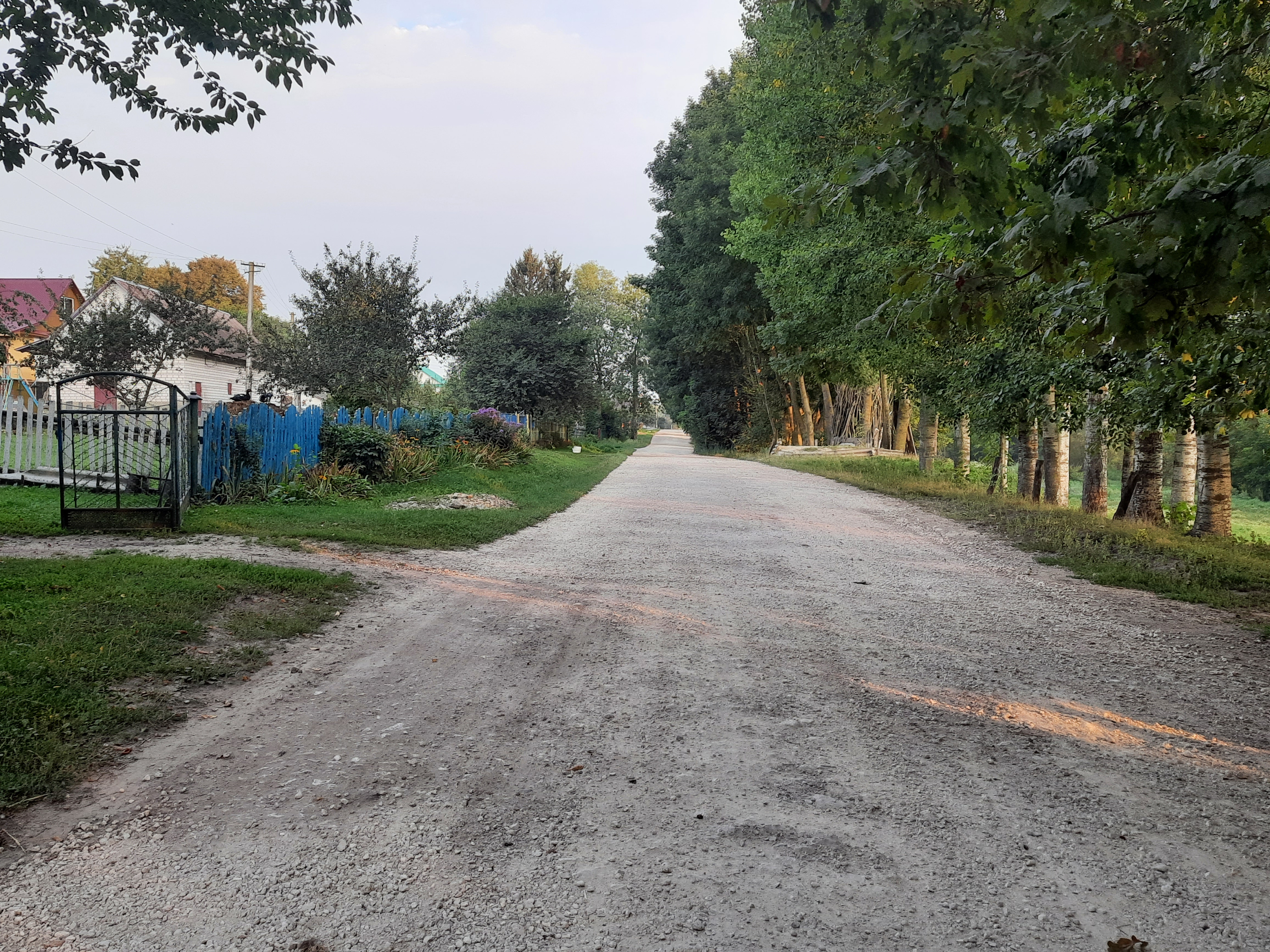
Сільська вулиця
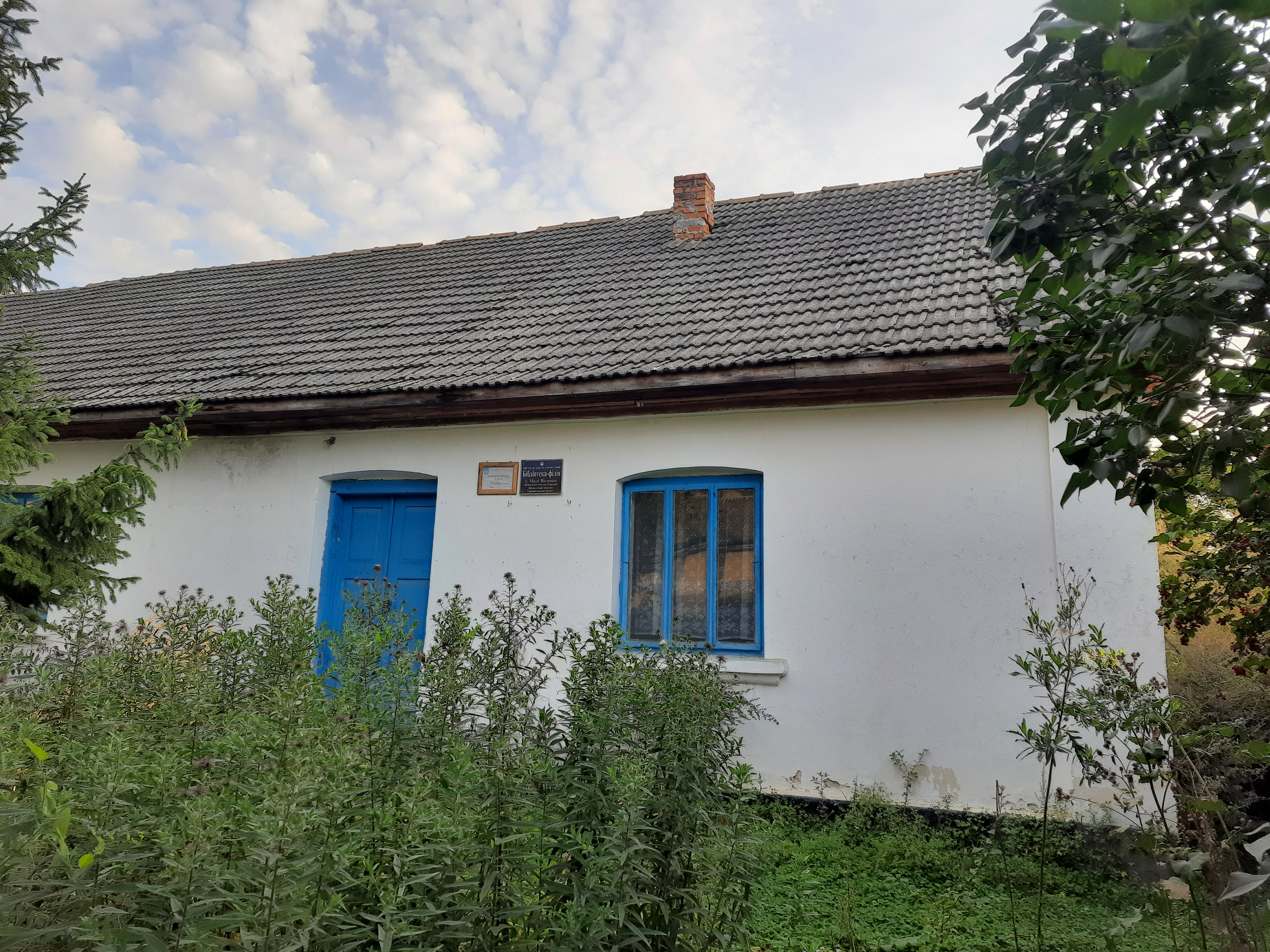
Бібліотека
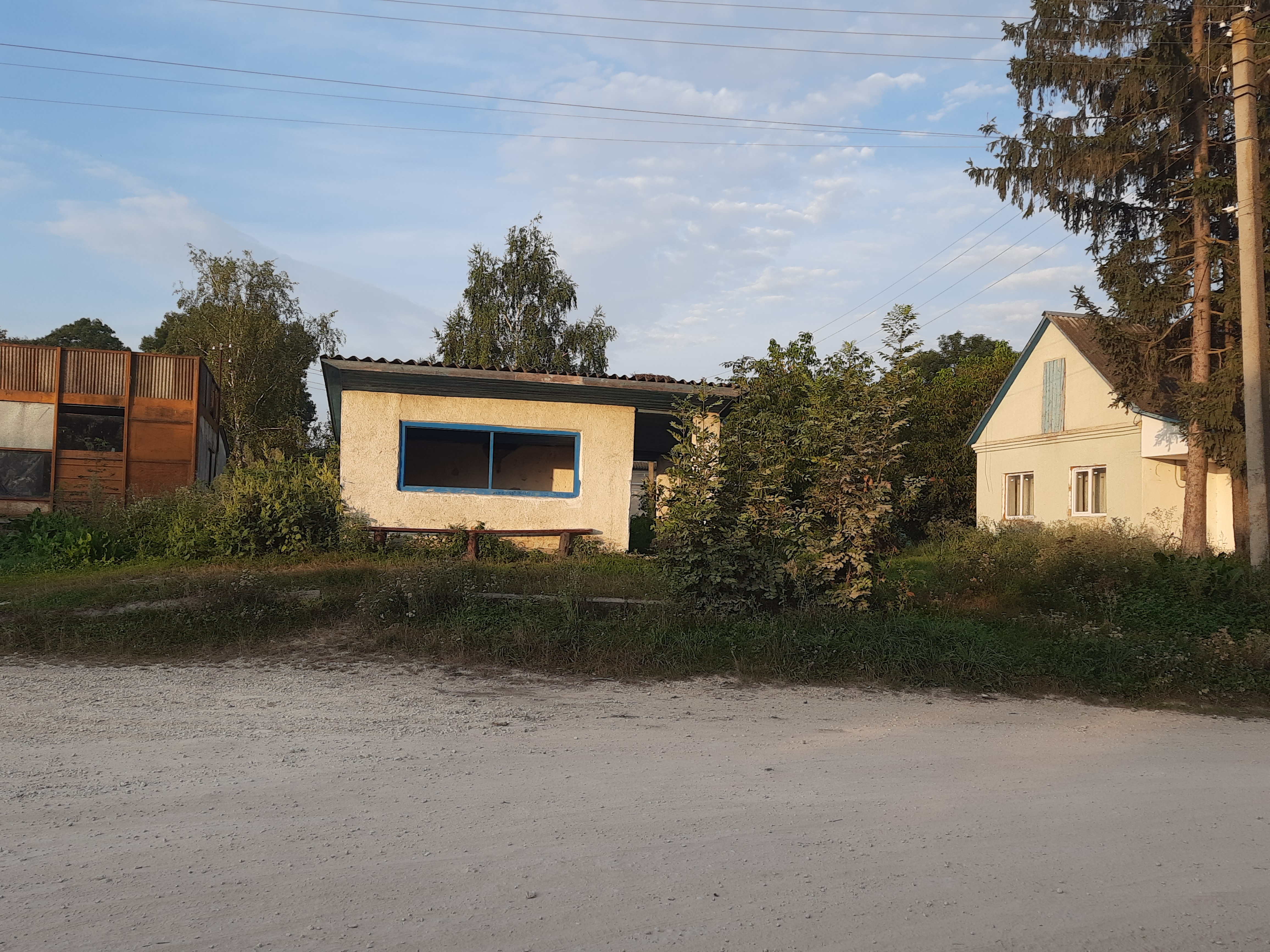
Автобусна зупинка
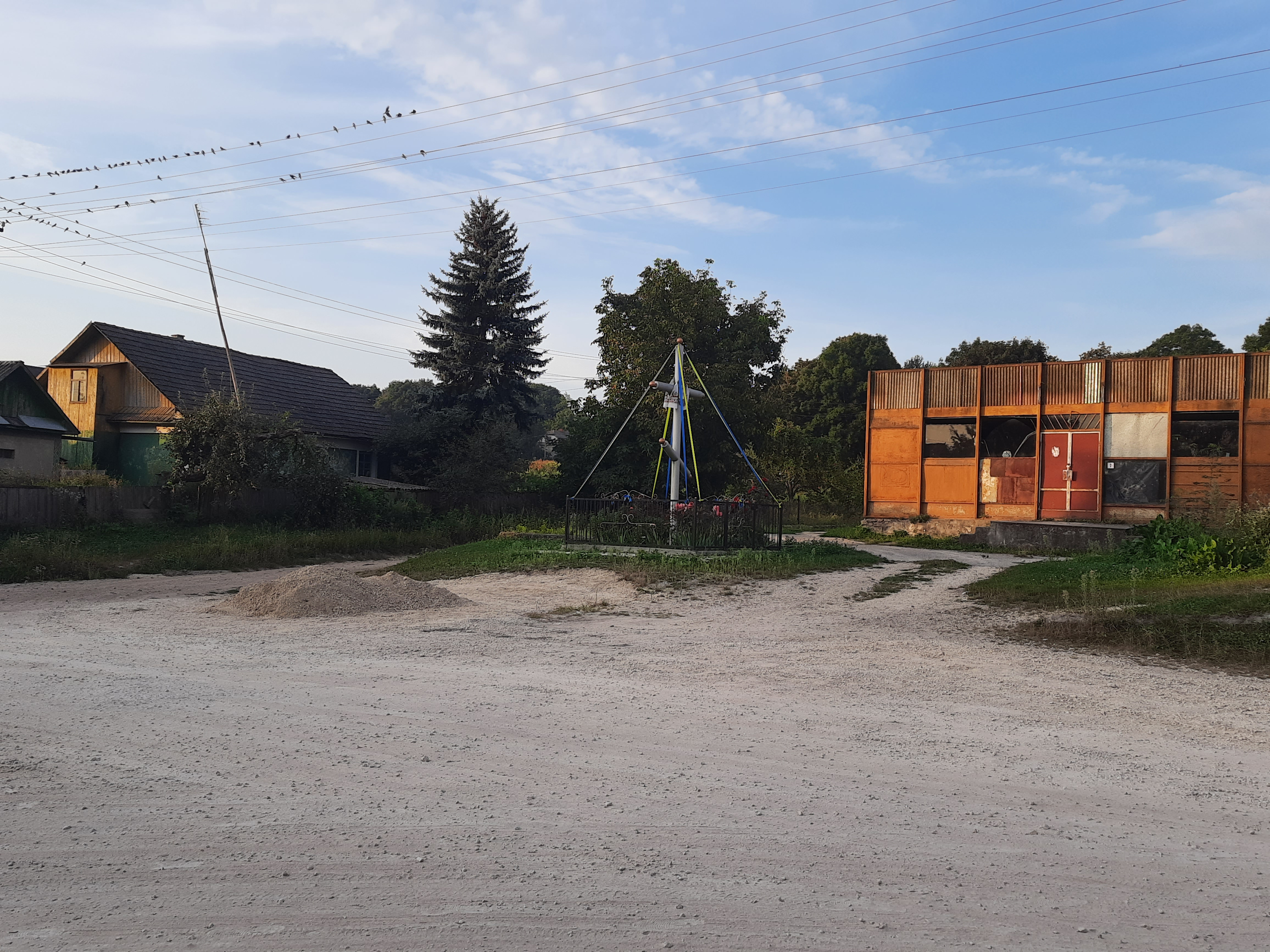
Пам'ятний хрест

## Відомі люди
Народилися
- Микола Сидорчук (1993—2017) — український військовослужбовець, командир 3-го взводу охорони 8-ї роти охорони 3-го батальйону охорони 101-ї окремої бригади охорони Генерального штабу Збройних Сил України, старший лейтенант. Встановлено меморіальну дошку[1].